# Moritz Drupp
Moritz Alexander Drupp (* 1986 in Dortmund) ist ein deutscher Nachhaltigkeitsökonom und Professor (W1) für Volkswirtschaftslehre, insbesondere Umweltökonomik an der Universität Hamburg.

## Wissenschaftlicher Lebenslauf
Moritz Drupp hat Internationale Volkswirtschaftslehre (BSc) an der Universität Tübingen und Environmental Economics and Climate Change (MSc) an der London School of Economics studiert. Er hat 2017 zu „Essays in Sustainability Economics“ bei Martin Quaas an der Universität Kiel promoviert. Er war Stipendiat der Studienstiftung des deutschen Volkes. 2018 hat Moritz Drupp einen Ruf an die Universität Hamburg angetreten und leitet seitdem dort die Arbeitsgruppe Nachhaltigkeitsökonomik.

## Forschung
In seiner Forschung untersucht Moritz Drupp die ökonomische Bewertung langfristiger öffentlicher Politiken, wie z. B. der Bekämpfung der globalen Erwärmung oder der Erhaltung der biologischen Vielfalt. In diesem Kontext erforscht er Verteilungseffekte innerhalb Generationen, zwischen Generationen im Rahmen der sogenannten Diskontierungsdebatte sowie die limitierte Substituierbarkeit von Ökosystemleistungen. In seiner jüngeren Forschung untersucht er auch die private Bereitstellung öffentlicher Güter und die Bedeutung unterschiedlicher Moralvorstellungen im Kontext der COVID-19-Pandemie.
Seine Forschungsmethoden umfassen angewandte ökonomische Theorie, quantitative Modellierung und empirische Analysen, insbesondere mit Umfragen und ökonomischen Experimenten.
Drupps Forschung wurde in internationalen und nationalen Medien aufgegriffen. Der Bund für Umwelt und Naturschutz Deutschland zeichnete seine Dissertation mit dem BUND-Forschungspreis aus. Das Institut für Volkswirtschaftslehre der Universität Kiel verlieh ihm den Erich-Schneider-Preis.

## Veröffentlichungen
- M.A. Drupp, M.C. Hänsel: Relative Prices and Climate Policy: How the Scarcity of Non-Market Goods Drives Policy Evaluation. In: American Economic Journal: Economic Policy, 2020, doi:10.1257/pol.20180760.
- M.F. Quaas, S. Baumgärtner, M.A. Drupp, J.N. Meya: Intertemporal utility with heterogeneous goods and constant elasticity of substitution. In: Economics Letters 191, 2020, 109092, doi:10.1016/j.econlet.2020.109092.
- M.A. Drupp, S. Baumgärtner, M. Meyer, M.F. Quaas, H. von Wehrden: Between Ostrom and Nordhaus: The research landscape of sustainability economics. In: Ecological Economics 172, 2020, 106620, doi:10.1016/j.ecolecon.2020.106620.
- M.A. Drupp, M. Khadjavi, M.-C. Riekhof, R. Voss: Professional Identity and the Gender Gap in Risk-Taking. Evidence from Field Experiments with Scientists. In: Journal of Economic Behavior and Organization 170, 2020, S. 418–432, doi:10.1016/j.jebo.2019.12.020.
- M.A. Drupp, M. Khadjavi, M.F. Quaas: Truth-telling and the regulator. Experimental evidence from commercial fishermen. In: European Economic Review 120, 2019, 103310, doi:10.1016/j.euroecorev.2019.103310.
- M.A. Drupp, M.C. Freeman, B. Groom, F. Nesje: Discounting Disentangled. In: American Economic Journal: Economic Policy 10(4), 2018, S. 109–134, doi:10.1257/pol.20160240.
- M.A. Drupp, J.N. Meya, S. Baumgärtner, M.F. Quaas: Economic Inequality and the Value of Nature. In: Ecological Economics 150, 2018, S. 340–345, doi:10.1016/j.ecolecon.2018.03.029.
- M.A. Drupp: Limits to Substitution between Ecosystem Services and Manufactured Goods and Implications for Social Discounting. In: Environmental and Resource Economics 69(1), 2018, S. 135–158, doi:10.1007/s10640-016-0068-5.
- S. Baumgärtner, M.A. Drupp, J.N. Meya, J.M. Munz, M.F. Quaas: Income Inequality and Willingness to Pay for Environmental Public Goods. In: Journal of Environmental Economics and Management 85, 2017, S. 35–61, doi:10.1016/j.jeem.2017.04.005.
- S. Baumgärtner, M.A. Drupp, M.F. Quaas: Subsistence, Substitutability and Sustainability in Consumer Preferences. In: Environmental and Resource Economics 67(1), 2017, S. 47–66, doi:10.1007/s10640-015-9976-z.